# الشمرية السفلى (الضليعة)
'

تعديل مصدري - تعديل

الشمرية السفلى هي إحدى قرى عزلة الضليعة بمديرية الضليعة التابعة لمحافظة حضرموت، بلغ تعداد سكانها 147 نسمة حسب تعداد اليمن لعام 2004.